# Haag (Familienname)
Haag ist ein Familienname.

## Namensträger

### A
- Achim Haag (* 1955), deutscher Jurist und Bürgermeister
- Adolf Haag (Ingenieur) (1858–1927), deutscher Bauingenieur, Vorstandsmitglied bei Philipp Holzmann
- Adolf Haag (Gartenarchitekt) (1903–1966), deutscher Gartenarchitekt
- Albert Haag (* 1949), schweizerischer Maler
- Alexander Haag (1911–nach 1971), deutscher Diplomat
- Alfred Haag (1904–1982), deutscher Politiker (KPD, DKP)
- Anna Haag (Politikerin) (1888–1982), deutsche  Schriftstellerin und Politikerin (SPD)
- Anna Jönsson Haag (* 1986), schwedische Skilangläuferin
- Ansgar Haag (* 1955), deutscher Dramaturg, Theaterregisseur und -intendant
- August Haag (Bildhauer) (1885–1933), deutscher Bildhauer
- August Haag (Heimatforscher) (1890–1975), deutscher Gymnasiallehrer und Heimatforscher
- August Eduard Haag (1850–1918), schweizerischer Architekt

### B
- Babette Haag (* 1967), deutsche Perkussionistin
- Benedikt Haag (* 1987), deutscher Dirigent und Hochschullehrer
- Bernhard Haag (1896–?), deutscher Grafiker
- Bertold Haag (1912–1981), deutscher Maler

### C
- Carl Haag (1820–1915), englischer Maler
- Carmen Haag (* 1973), schweizerische Politikerin (CVP)
- Christoph Haag (1902–1965), deutscher Lehrer und Heimatforscher
- Christoph Jacob Haag (1775–1848), Politiker der Freien Stadt Frankfurt

### D
- Daniel Haag-Wackernagel (* 1952), schweizerischer Biologe

### E
- Emil Haag (1915–1943), schwedischer Fußballspieler
- Émile Haag (1810–1865), französischer reformierter Theologe
- Erich Haag (Pädagoge) (1901–1981), deutscher Gymnasiallehrer und Altphilologe
- Erich Haag (Fußballspieler) (* 1971), österreichischer Fußballspieler
- Ernest van den Haag (1914–2002), US-amerikanischer Sozialpsychologe
- Ernst Haag (1932–2017), deutscher Theologe
- Eugène Haag (1808–1868), französischer reformierter Theologe

### F
- Filip Haag (* 1961), schweizerischer Künstler
- Franz Haag (1865–1925), österreichischer Bildhauer
- Friedrich Haag (Philologe) (1846–1914), Schweizer Klassischer Philologe
- Friedrich Haag (Kristallograph) (1856–1941), deutscher Kristallograph
- Friedrich Haag (Komponist) (1880–1959), deutscher Musiker und Komponist
- Friedrich Haag (Politiker, 1930) (1930–2022), deutscher Politiker (FDP)
- Friedrich Haag (Politiker, 1989) (* 1989), deutscher Politiker (FDP)
- Friedrich Erhard Haag (1896–1945), deutscher Mediziner, „Rassenhygieniker“ und Hochschullehrer
- Fritz Haag (Theologe) (1901–1933), deutscher evangelischer Theologe
- Fritz Haag (1939–2017), deutscher Rechtssoziologe und Hochschullehrer

### G
- Georg Haag (Entomologe) (auch Haag-Rutenberg; 1830–1879), deutscher Insektenkundler
- Georg Haag (Heimatforscher) (1887–1971), deutscher Lehrer und Heimatforscher
- Gerd Haag, Filmproduzent
- Giovanni Haag (* 2000), französischer Fußballspieler
- Gottlob Haag (1926–2008), deutscher Dichter
- Günter Haag (Physiker) (* 1948), deutscher Physiker und Hochschullehrer
- Günter Haag (* 1962), österreichischer Gitarrist (Schürzenjäger)
- Gustav Haag (1880–1950), deutscher Lehrer und Heimatforscher

### H
- Hanno Haag (1939–2005), deutscher Musiker und Komponist
- Hans Haag (1841–1919), österreichischer Maler
- Heinrich von Haag (1838–1928; Pseudonym: Heinrich Haunsberg), deutscher Jurist, Beamter sowie Schriftsteller
- Heinrich Haag (1879–1947), deutscher Politiker (DNVP, BuWB)
- Helmut Haag (Journalist) (1921/1922–2015), deutscher Journalist
- Helmut Haag (Violinist) (* 1945), deutscher Violinist und Dirigent
- Herbert Haag (Organist) (1908–1977), deutscher Organist
- Herbert Haag (Theologe) (1915–2001), schweizerischer römisch-katholischer Theologe
- Herbert Haag (Sportpädagoge) (1937–2025), deutscher Sportpädagoge
- Hermann Haag (1840–1921), deutscher Fabrikant und Unternehmensgründer
- Hermann von Haag (1843–1935), bayerischer General der Infanterie
- Holger Haag (1938–2014), deutscher Landschaftsarchitekt
- Horst Haag (1939–2014), deutscher Architekt

### J
- Jean Haag, schweizerischer Fußballspieler
- Jean-Paul Haag (1842–1906), französischer Genremaler
- Jeanne Haag (* 1983), französische Fußballspielerin
- Johann Haag (Pfarrer) (1676–1760), Pfarrer in Gesees und Senior in Bayreuth
- Johann George Haag (1709–1779), deutscher Jurist, Kammergerichtsrat in Berlin
- Johann Karl Haag (1820–1915), Hofmaler Königin Viktorias
- Johannes Haag (Unternehmer) (1819–1887), deutscher Ingenieur und Unternehmer
- Johannes Haag (Werksdirektor) (1893–1953), deutscher Hütteningenieur und Werksdirektor
- Jörg Haag, Straßburger Original
- Josef Haag (1879–1960), deutscher Bildschnitzer
- Joseph Haag (1786–1858), österreichischer Beamter
- Jules Haag (1882–1953), französischer Mathematiker

### K
- Karl Haag (Politiker, 1819) (1819–1901), deutscher Politiker, MdL Württemberg
- Karl Haag (Mundartforscher) (1860–1946), deutscher Pädagoge und Sprachwissenschaftler
- Karl Haag (Politiker, 1909) (1909–1972), österreichischer Politiker (ÖVP), Wiener Landtagsabgeordneter
- Karl-Friedrich Haag (* 1942), deutscher Theologe
- Karl Heinz Haag (1924–2011), deutscher Philosoph
- Karl-Heinz Haag (1929–1959), deutscher Gewichtheber
- Klaus Haag (* 1954), deutscher Autor, Übersetzer, sowie Literatur- und Sprachwissenschaftler

### L
- Leonhard Haag (1589–1635), schwäbischer Maler
- Lina Haag (1907–2012), deutsche Widerstandskämpferin
- Ludwig Haag (* 1954), deutscher Psychologe, Schulpädagoge und Hochschullehrer

### M
- Martin Haag (Politiker, 1826) (1826–1899), deutscher Politiker (DVP)
- Martin Haag (Politiker, 1891) (1891–1980), deutscher Politiker (CDU)
- Martin Haag (Rugbyspieler) (* 1965), englischer Rugbyspieler
- Martina Haag (* 1964), schwedische Schriftstellerin und Schauspielerin
- Matthias Haag (* 1977), deutscher Filmemacher
- Melanie Haag (* 1971),  deutsche Sängerin und Schauspielerin

### N
- Nikolaus von Haag (1714–1781), k.k. Generalmajor und Ritter des Maria-Theresien-Ordens
- Norbert Haag (* 1958), deutscher Historiker und Archivar

### O
- Oskar Haag (* 2005), österreichischer Singer-Songwriter und Schauspieler
- Otto Haag (1906–1991), deutscher Weingärtner und Politiker (FDP/DVP)

### P
- Patrick Haag (* 1990), deutscher Fußballspieler
- Paul Haag (1942–2022), schweizerischer Jazz-Posaunist
- Peter Haag (Bergsteiger) (1938–1981), deutscher Bergsteiger
- Peter Haag (Verleger) (* 1960), Schweizer Verleger, Gründer von Kein & Aber
- Peter Haag (Politiker) (* 1973), Schweizer Politiker (SVP)
- Philipp von Haag (1860–1930), deutscher Beamter, Präsident im Innenministerium

### R
- Richard Haag (1909–nach 1950), deutscher Politiker (LDP), MdL Sachsen-Anhalt
- Robert Haag (1886–1958), schwäbischer Maler, Grafiker und Radierer
- Romy Haag (* 1951), deutsche Tänzerin und Sängerin
- Roxane Haag-Higuchi (* um 1950), Iranistin und Hochschullehrerin
- Rudolf Haag (1922–2016), deutscher theoretischer Physiker

### S
- Sabine Haag (* 1962), österreichische Kunsthistorikerin
- Sebastian Haag (1978–2014), deutscher Extremskibergsteiger
- Siegfried Haag (* 1945), deutscher Rechtsanwalt und Ex-Mitglied der RAF
- Stefan Haag (Autor) (* 1963), deutscher Autor
- Stefan Hermann Haag (1925–1986), australischer Sänger und Opernregisseur österreichischer Herkunft
- Steffi Haag (* 1986), deutsche Professorin für Entrepreneurship und Innovationsmanagement

### T
- Theodor Haag (1901–1956), deutscher Hockeyspieler
- Thomas Haag (* 1995), schweizerischer Unihockeyspieler
- Toralf Haag (* 1966), deutscher Manager

### U
- Ulrich Haag (* 1961), deutscher evangelischer Pfarrer und Autor

### W
- Walter Haag (1898–1978), deutscher Filmarchitekt
- Walter Haag (Verleger) (1919–1990), deutscher Zeitungsverleger
- Werner Haag (1909–1985), deutscher Offizier der Wehrmacht und Bundeswehr
- Werner Haag (Chemiker) (1926–1998), US-amerikanischer Chemiker deutscher Herkunft
- Wilhelm Haag (Politiker, 1851) (1851–1926), deutscher Politiker (WBWB), MdL Württemberg
- Wilhelm Haag (Politiker, 1894) (1894–1966), deutscher Politiker (CDU), MdL Württemberg-Baden
- Wilhelm Haag (Verbandsfunktionär), deutscher Verbandsfunktionär
- Wilhelm Haag (Fußballspieler, 1916) (1916–??), österreichischer Fußballspieler
- Wilhelm Haag (Fußballspieler, 1944) (* 1944), deutscher Fußballspieler
- Willi Haag (* 1947), schweizerischer Politiker (FDP)
- Wolfgang Haag (* 1928), deutscher Flötist